# (1529) Oterma
(1529) Oterma – planetoida należąca do zewnętrznej części pasa głównego asteroid okrążająca Słońce w ciągu 7 lat i 351 dni w średniej odległości 3,99 au. Została odkryta 26 stycznia 1938 roku w Obserwatorium Iso-Heikkilä w Turku przez Yrjö Väisälä. Nazwa planetoidy pochodzi od Liisi Otermy, fińskiej astronom. Przed nadaniem nazwy planetoida nosiła oznaczenie tymczasowe (1529) 1938 BC.